# Authie, Calvados

Authie este o comună în departamentul Calvados, Franța. În 1 ianuarie 2022 avea o populație de 1.691 de locuitori.